# KZ Wilhelmshaven

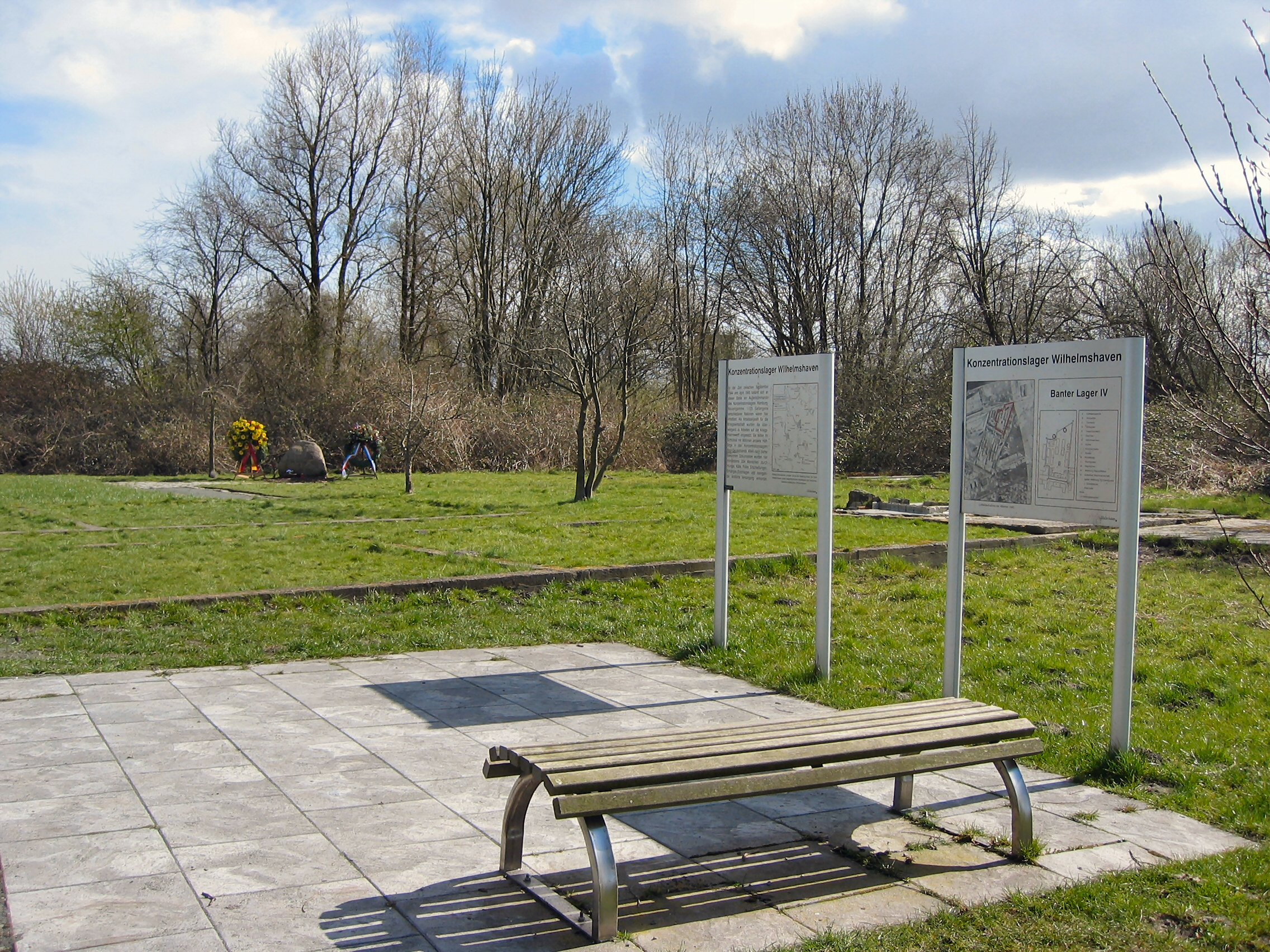
Gedenkstätte KZ Wilhelmshaven am Alten Banter Weg

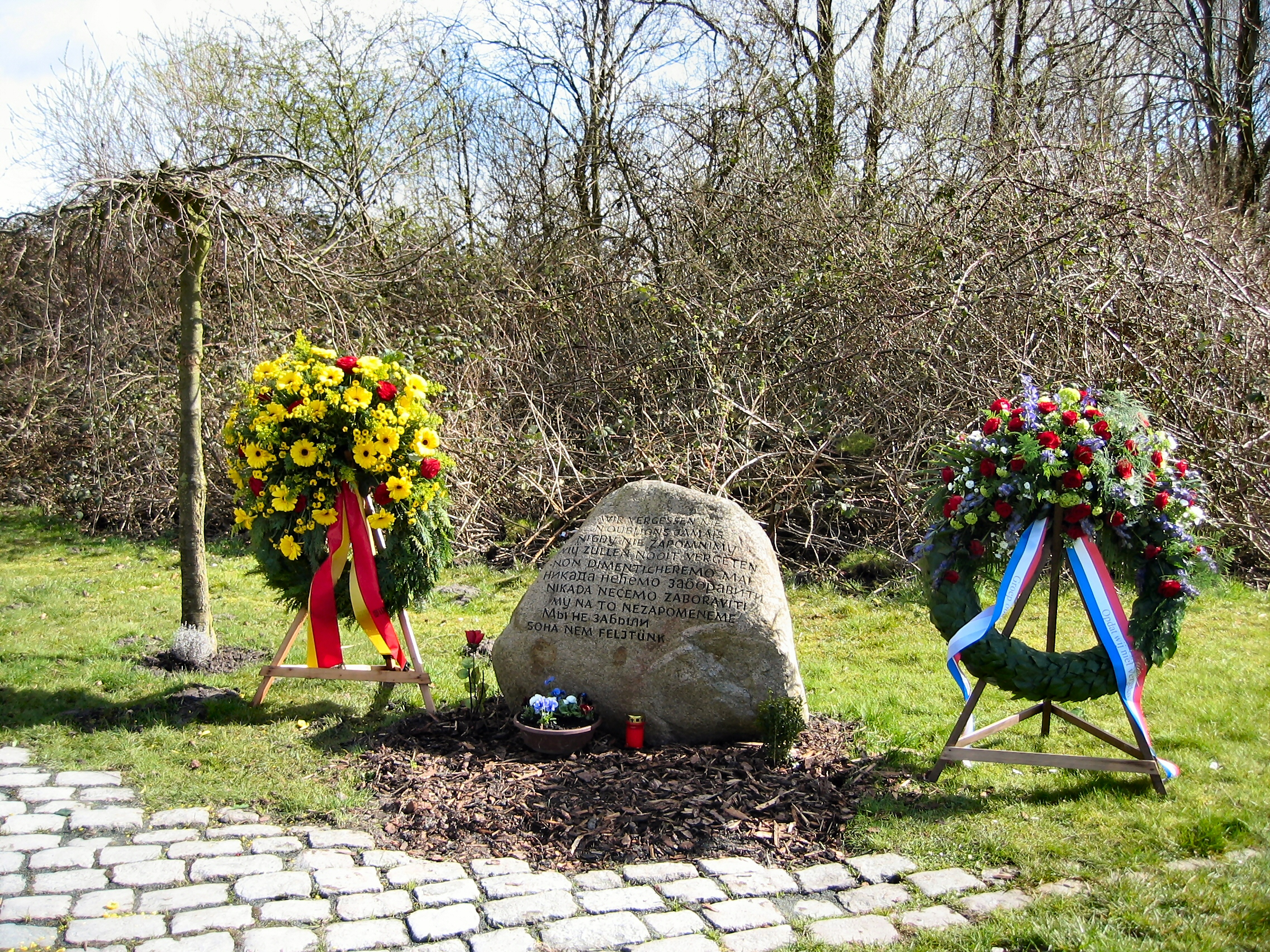
Gedenkstein mit Trauerkränzen

Das Konzentrationslager Wilhelmshaven (auch Lager Alter Banter Weg genannt) war ein Konzentrationslager in Wilhelmshaven während der Zeit des Nationalsozialismus. Es bestand vom 17. September 1944 bis 5. April 1945 und war ein Außenlager des Konzentrationslagers Neuengamme. Die KZ-Häftlinge wurden zu Arbeiten für die Kriegsmarinewerft sowie zu Aufräumungsarbeiten in Wilhelmshaven eingesetzt. Innerhalb der kurzen Zeit, in der es bestand, starben mindestens 234 Häftlinge.

## Lage
Das Lagergelände liegt am „Alten Banter Weg“ im heutigen Wilhelmshavener Ortsteil Bant und befindet sich zwischen dem Ems-Jade-Kanal und der Bahnstrecke Oldenburg–Wilhelmshaven.

## Geschichte
Am 17. September 1944 wurde das Außenlager des KZ Neuengamme eingerichtet. Dazu wurde ein Teil eines bereits seit 1938/1939 bestehenden Wohnbarackenlagers mit Stacheldraht umzäunt und mit Wachtürmen umgeben. Rund 1000 männliche KZ-Häftlinge aus dem KZ Neuengamme, hauptsächlich Franzosen, wurden in das neue Außenlager verlegt und mussten dort unter schwersten Bedingungen Arbeiten für die Kriegsmarinewerft in Wilhelmshaven verrichten. Außerdem wurden sie zu Aufräumarbeiten nach den Bombenangriffen der Alliierten eingesetzt.
Nach unterschiedlichen Angaben waren während des Bestehens des Lagers insgesamt zwischen 1129 und 2000 Gefangene untergebracht, darunter Mitglieder der französischen Résistance, ungarische Juden sowie polnische, russische, dänische, italienische, belgische, jugoslawische, deutsche und tschechoslowakische Gefangene, viele von ihnen ebenfalls Widerstandskämpfer. Die Häftlinge waren in nur vier Baracken untergebracht und waren dort unter widrigen Bedingungen zusammengepfercht. Die Häftlinge mussten täglich von früh morgens bis spät abends arbeiten, dabei war die Ernährung völlig unzureichend.

„Das beschwerlichste ist der Morgen. Wir müssen um 3:15 Uhr aufstehen, unsere Betten machen, das heißt, das Stroh unserer Strohmatten aufstapeln und dieses mit einer Wolldecke umhüllen, zusammenfalten, so dass ein Quadrat entsteht. Das Zimmer muss gefegt und gewischt werden und wir müssen, nachdem wir eine Tasse getrunken haben, für den Appell fertig sein, der um 4:00 Uhr stattfindet. Dieses Getränk hat den Magen schnell passiert und gegen 7:00 Uhr macht sich der Hunger bemerkbar. Unsere Augen sind ständig auf die Wanduhr gerichtet und sobald der Gong ertönt, strömt alles auf den Versammlungsplatz, wo die Suppe ausgeteilt wird. Dort ist ein unbeschreibliches Gedränge, jeder will unter den ersten sein, die bedient werden, trotzdem ist man darauf bedacht, nicht an den Seiten zu stehen, denn dort wird man oft von Schlägen getroffen. […] Sobald die Suppe herunter geschlungen ist (das ist schnell getan bei Wasser mit Rüben und hier und da ein Stück Kartoffel), gehen wir an unsere Maschinen zurück in der Hoffnung, dass die Brotstunde bald kommen möge.“

Die Sterbensrate war dementsprechend hoch. Die Toten wurden auf einem Gräberfeld auf dem Aldenburger Friedhof begraben. Bereits kurze Zeit nach der Ankunft der KZ-Häftlinge mussten auf dem Friedhof Aldenburg weitere Beerdigungsflächen zur Verfügung gestellt werden. Im Totenbuch des KZ Neuengamme für das Außenlager in Wilhelmshaven wurden 234 Tote registriert. Die tatsächliche Zahl der Toten ist wahrscheinlich größer gewesen.
Kurz vor Ende des Zweiten Weltkrieges wurde das Lager Alter Banter Weg von der SS aufgelöst. Am 3. April 1945 wurden zunächst rund 400 kranke KZ-Häftlinge in Bahnwaggons verladen und abtransportiert. Der Zug erreichte am 7. April den Bahnhof Lüneburg, wo bei einem Bombenangriff der US Army auf die Stadt der Zug getroffen und mindestens 256 Häftlinge getötet wurden. Die unverletzten Überlebenden wurden weiter ins KZ Bergen-Belsen transportiert, während bis zu 80 verletzte Häftlinge in Lüneburg blieben, wo sie am 11. April 1945 von ihren Bewachern auf Befehl des damals 36-jährigen dänischen Transportführers, SS-Mann Gustav Alfred Jepsen, erschossen wurden. Ihre Leichen wurden am nächsten Tag im Wald verscharrt. In Lüneburg erinnert heute das Mahnmal im Tiergarten an diese Gräueltat.
Am 5. April verließen weitere rund 600 KZ-Häftlinge das Außenlager Alter Banter Weg teils zu Fuß, teils per Bahn. Ziel war das Auffanglager Sandbostel bei Bremervörde, wo die letzten KZ-Häftlinge erst am 18. April 1945 eintrafen. Nach Unruhen im Lager wurde ein Teil der KZ-Häftlinge erneut weiter getrieben und gelangte über Stade auf den auf der Elbe ankernden Kohlenfrachter „Olga Siemers“. Die „Olga Siemers“ brachte die die KZ-Häftlinge durch den Nord-Ostsee-Kanal nach Kiel und anschließend von dort über die Ostsee bis nach Flensburg. Dort wurden die KZ-Häftlinge an Bord des Schleppers „Rheinfels“ verbracht, wo sie am 10. Mai 1945 von britischen Truppen befreit werden konnten.

## Lagerorganisation
Erster Lagerkommandant war der ehemalige Wehrmachtsoffizier Otto Thümmel, der jedoch nach einer Besichtigung des Außenlagers durch den Kommandanten des KZ Neuengamme, Max Pauly, von seinen Aufgaben entbunden und versetzt wurde. Ihm folgte der SS-Unterscharführer Rudolf Günther, der jedoch nach einigen Tagen auf Wunsch der Kriegsmarine abgelöst wurde, da diese auf einem ehemaligen Offizier als Lagerführer bestand. Weitere Lagerkommandanten waren SS-Obersturmführer Arnold Büscher und Schwanke.
Die Bewachung der KZ-Häftlinge wurde in den ersten zwei Monaten von französischen SS-Männern übernommen.

„Nach unserer Ankunft bemerkte ich einmal voller Erstaunen, wie in den Wachtürmen Französisch gesprochen wurde. Es waren SS-Männer, die sich unterhielten, aber nicht irgendwelche SS-Männer, sondern ‚Franzosen‘!“

Mitte Dezember 1944 kamen die französischen SS-Männer an die Front und wurden durch 200 deutsche Marineartilleristen abgelöst.

## Militärgerichtsprozess
1947 wurden in einem alliierten Militärgerichtsprozess in Hamburg sieben Angeklagte im Zusammenhang mit den Grausamkeiten im Wilhelmshavener Konzentrationslager verurteilt. Der dänische SS-Angehörige Gustav Alfred Jepsen wurde für die von ihm verübten Verbrechen im KZ Wilhelmshaven und der Ereignisse auf dem Transport nach der Auflösung des Lagers zum Tode verurteilt und in Hameln hingerichtet. Der Abteilungsleiter der Kriegsmarinewerft Gottfried Drossen, der ehemalige Oberbaudirektor der Maschinenbauabteilung Hans Horstmann und der Lagerkommandant Rudolf Günther erhielten jeweils 15 Jahre Haft, der erste Lagerkommandant Otto Thümmel fünf Jahre Haft und der Leiter der Lagerverwaltung Ernst Hoffmann vier Jahre Haft. Zu den Verurteilten gehörte auch der Küchenchef des Lagers Hinrichs Sührig, ein ehemaliger Häftling, der als Kapo im Lager eingesetzt wurde. Er erhielt 18 Monate Haft.

## Gedenkstätte

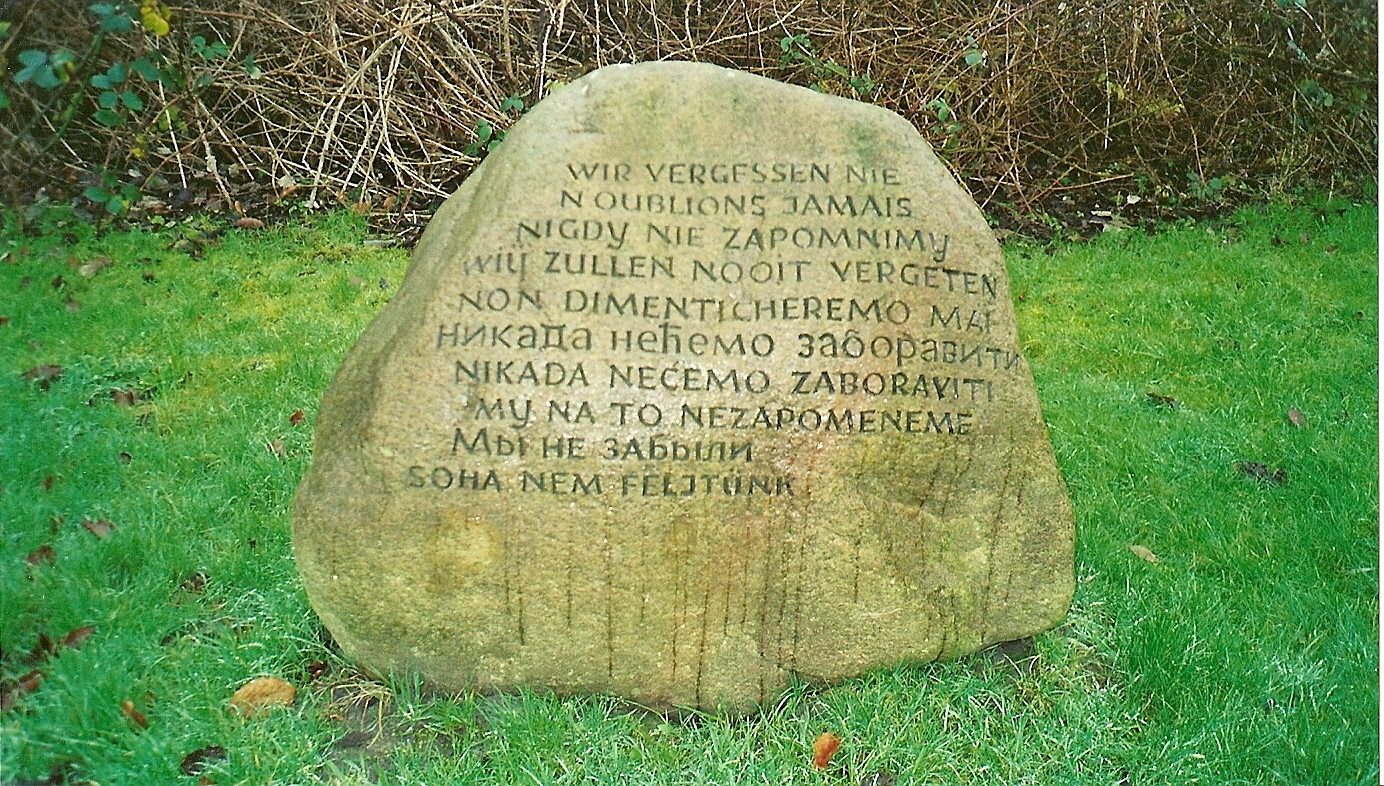
Gedenkstein auf dem Gelände des ehemaligen KZ Wilhelmshaven

Seit Anfang der 1980er Jahre setzte sich der historische Arbeitskreis des DGB Wilhelmshaven für eine Gedenkstätte ein, die schließlich am 18. April 1985 auf einem Teil des Lagergeländes Alter Banter Weg eingeweiht wurde. Das 1700 Quadratmeter große Gelände für die Gedenkstätte teilte die Firma Kuhlmann von ihrem Erweiterungsgelände ab und schenkte es der Stadt. Zuvor hatten Wilhelmshavener Jugendliche sowie weitere Jugendliche aus vier Nationen im Rahmen eines Workcamps die Fundamentreste einer Baracke freigelegt. An der Einweihung der Gedenkstätte nahmen rund 350 Bürger aller Altersstufen, der gesamte Stadtrat, hochrangige Marineangehörige und Mitglieder der französischen Häftlingsorganisation „Amicale de Neuengamme“ teil.
Auf dem Gelände der Gedenkstätte erinnern heute neben den Fundamentresten zwei neuere Informationstafeln, ein Gedenkstein mit der mehrsprachigen Inschrift „Wir vergessen nie“ und eine symbolisch gepflanzte Bluthängebuche an das Konzentrationslager.
Eine weitere Gedenkstätte befindet sich auf dem Aldenburger Friedhof im Wilhelmshavener Stadtteil Aldenburg, auf dem mehrere hundert Tote des Konzentrationslager Wilhelmshaven bestattet wurden.

## Bodendenkmal
1947 gelangte das gesamte, rund 27 Hektar große Lagergelände einschließlich des Bereichs, der als Konzentrationslager genutzt wurde, in den Besitz der Stadt Wilhelmshaven. Die Baracken wurden noch im selben Jahr abgebrochen, so dass heute nur noch Fundamentreste erhalten sind. Eine weitere Nutzung des Geländes erfolgte nicht. Später wurde das Gelände teilweise von der Firma Kuhlmann aufgekauft, die auf einem Teilstück seitlich zum eigentlichen KZ-Lager eine Halle baute. Weiterhin schenkte die Firma Kuhlmann einen kleinen Teil des Geländes der Stadt, die dort 1985 auf Anregung des historischen Arbeitskreis des DGB Wilhelmshaven eine Gedenkstätte herrichtete.
Seit 2000 gehört das Kuhlmann’sche Gelände der Firma Nordfrost in Schortens. Im Frühjahr 2011 ließ Nordfrost auf ihrem Gelände neben der Gedenkstätte Rodungsmaßnahmen ausführen, was zu Protesten von Bürger gegen die Arbeiten führte. So geriet das um die Gedenkstätte liegende Gelände wieder in den Fokus der zuständigen Behörden. Trotz eines von 1983 stammenden, gültigen Bebauungsplans für das Gelände einigten sich die Stadt Wilhelmshaven, die Firma Nordfrost und das hinzugezogene Niedersächsische Landesamt für Denkmalpflege in Oldenburg darauf, dass eine Bebauung des Geländes nicht möglich ist. Inzwischen wurde das KZ-Gelände in das Verzeichnis der Kulturdenkmale Niedersachsen aufgenommen (Rüstringen FStNr. 241) und ist als Bodendenkmal geschützt.